# Masdevallia livingstoneana
Masdevallia livingstoneana là một loài thực vật có hoa trong họ Lan. Loài này được Roezl & Rchb.f. mô tả khoa học đầu tiên năm 1874.